# Sumber Bulus
Sumber Bulus is een bestuurslaag in het regentschap Jember van de provincie Oost-Java, Indonesië. Sumber Bulus telt 8484 inwoners (volkstelling 2010).